# KATU
KATU est une station de télévision américaine affilié au réseau ABC détenue par le groupe Sinclair Broadcast Group et située à Portland dans l'Oregon.

## Télévision numérique terrestre
| Canal virtuel | Image | Ratio | Programme                           |
| ------------- | ----- | ----- | ----------------------------------- |
| 2.1           | 720p  | 16:9  | Programmation principale KATU / ABC |
| 2.2           | 480i  | 16:9  | Charge! (en)                        |
| 2.3           | 480i  | 16:9  | Comet (en)                          |
| 2.4           | 480i  | 16:9  | TBD (en)                            |

## Antennes
- K09YE canal 9 La Pine
- K18HH canal 18 The Dalles
- K21HG canal 21 Longview (Washington)
- K23FS canal 23 Sunriver
- K26DB canal 26 Astoria
- K29CI canal 29 Redmond
- K33CJ canal 33 Wasco
- K34DI canal 34 Pendleton
- K34IF canal 34 Enterprise
- K35GA canal 35 La Grande
- K38GS canal 38 Grays River (Washington)
- K42CZ canal 42 Newport
- K43EJ canal 43 Tillamook
- K44AJ canal 44 Baker City
- K45CV canal 45 Albany
- K47CD canal 47 Rockaway Beach
- K50CE canal 50 Hood River
- K54AP canal 54 Prineville
- K54BK canal 54 Maupin
- K55GC canal 55 Milton-Freewater
- K58AY canal 58 Elgin
- K63CC canal 63 Madras